# جامعة قوانغشي
جامعة قوانغشي ((广西大学)) جامعة عامة إقليمية في نانينغ، بقوانغشي، في الصين. تتبع منطقة قوانغشي ذاتية الحكم لقومية تشوانغ، ويشارك في تمويلها حكومة المنطقة ووزارة التعليم. الجامعة جزء من مشروع 211 ومشروع البناء المزدوج من الدرجة الأولى.

## تاريخ

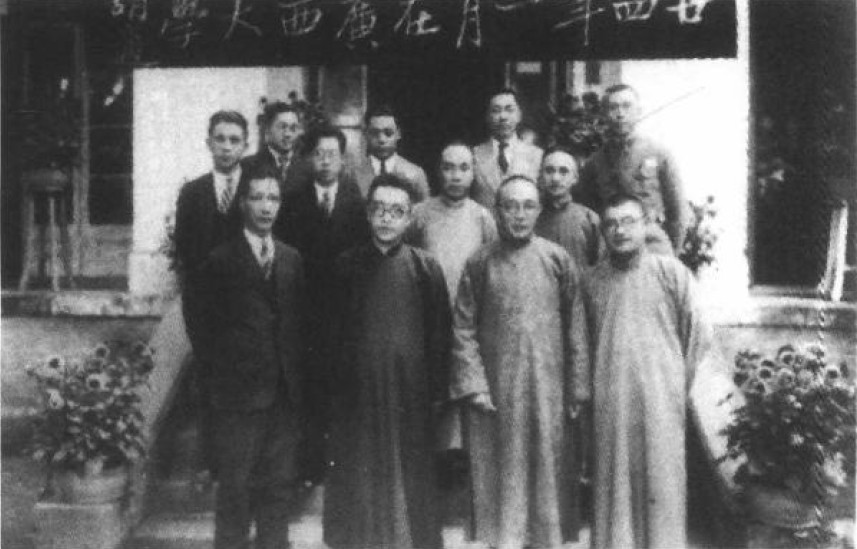
الفيلسوف والمعلم الصيني البارز هو شيه وأصدقاؤه في حرم جامعة قوانغشي عام 1935

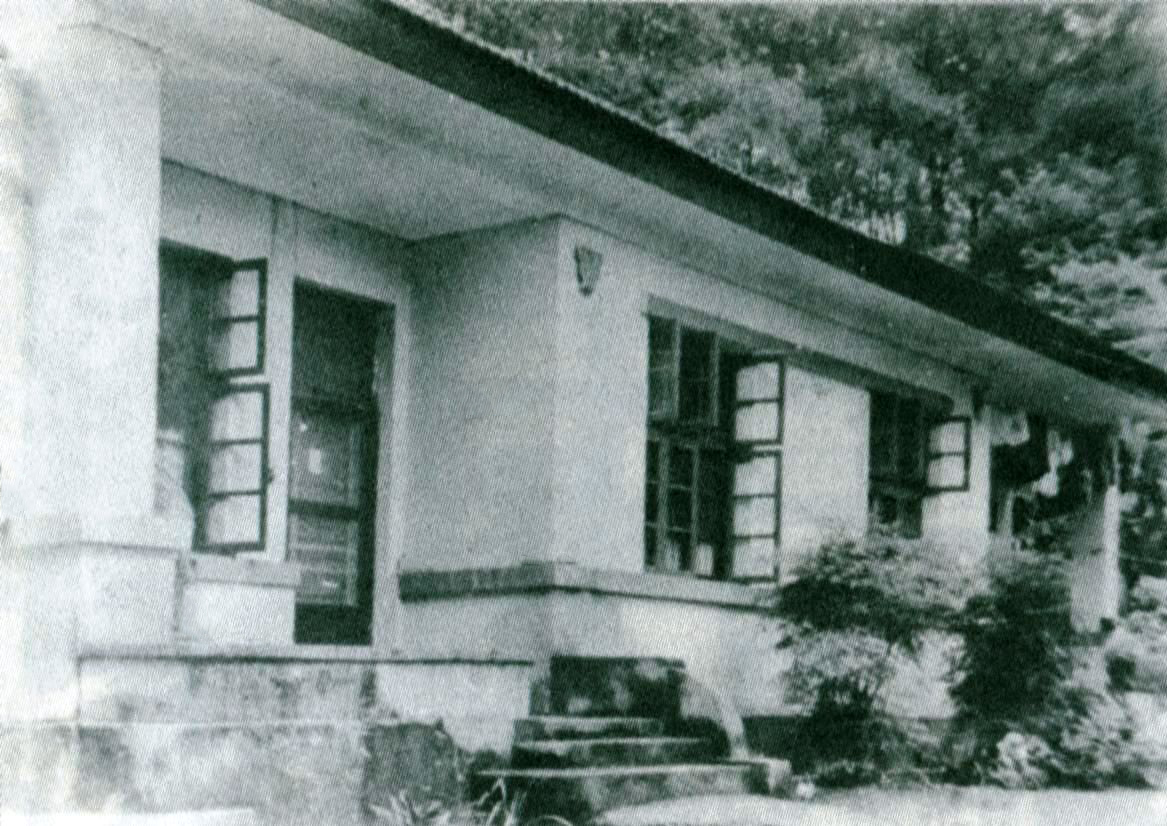
مبنى متحف العلوم في حرم غويلين بجامعة قوانغشي في عام 1952

### التأسيس وإعادة الهيكلة (1928-1938)
في وقت مبكر من سنة 1925، بدأت حكومة إقليم قوانغشي بوضع خطط لإنشاء جامعة قوانغشي. وفي شتاء عام 1927، دعت السلطات العالم والمعلم ما جون وو، من مواليد قويلين، قوانغشي، للعودة إلى وطنه والمساهمة في تأسيس أول جامعة حديثة في المقاطعة. وفي أكتوبر عام 1928، تأسست جامعة قوانغشي على جبل الفراشة في منطقة هيكسي بمدينة ووتشو. 